# Superliga Brasileira de Voleibol Masculino de 2019–20 - Série A

A Superliga Brasileira de Voleibol Masculino de  2019-20- Série A foi a 26ª edição da Superliga Brasileira de Voleibol Masculino - Série A, competição que é realizada anualmente pela Confederação Brasileira de Voleibol. Nesta edição, participaram 12 equipes, incluindo duas equipes promovidas da série B de 2019 e as 10 equipes que restaram da edição anterior. A edição 19/20 da SuperLiga finalizou sem um campeão definitivo devido à pandemia da Covid-19. De acordo com a CBV, a melhor opção seria finalizar a temporada do voleibol brasileiro para que essa seguisse as datas do mercado externo.

## Formato de disputa
A fase classificatória da competição será disputada por doze equipes em dois turnos. Em cada turno, todos os times jogaram entre si uma única vez. Os jogos do segundo turno foram realizados na mesma ordem do primeiro, apenas com o mando de quadra invertido. Os oito primeiros colocados se classificaram para os play-offs. Nesta fase, a vitória por 3-0 ou 3-1 garante três pontos para o ganhador e nenhum ponto para o perdedor. Já com o placar de 3-2, o ganhador da partida leva dois pontos e o perdedor um. As duas últimas colocadas serão rebaixadas para a série B de 2020.
Os play-offs serão divididos em três fases - quartas-de-final, semi-finais e final.
Nas quartas-de-final haverá o cruzamento entre as equipes com os melhores índices técnicos seguindo a lógica: 1ª x 8ª (A); 2ª x 7ª (B); 3ª x 6ª (C) e 4ª x 5ª (D). Estas jogarão partidas em melhor de 3 (jogos), sendo um mando de quadra para cada e o jogo de desempate, quando houver, no ginásio da equipe com o melhor índice técnico da fase classificatória.
As semifinais serão disputadas pelas equipes que passarem das quartas-de-final, seguindo a lógica: vencedora do duelo A x vencedora do duelo D; vencedora do duelo B x vencedora do duelo C. Estas jogarão agora, partidas em melhor de 3 (jogos), sendo um mando de quadra para cada e o jogo de desempate, quando houver, no ginásio da equipe com o melhor índice técnico da fase classificatória.
As equipes vencedoras se classificarão para a final, que será disputada também em uma série melhor de 3 (jogos), o mando de quadra segue no mesmo sistema das semifinais, sendo um mando de quadra para cada e o jogo de desempate, caso haja necessidade, será no ginásio escolhido pelo clube melhor colocado na fase classificatória. Os dois primeiros jogos da final poderá ser na casa do clube mandante do jogo, ou seja, no ginásio de jogo de cada clube finalista utilizado na fase classificatória e na semifinal, já os três últimos jogos deverão acontecer em um ginásio com a capacidade mínima de 5.000 escolhidos pelos times mandantes. A terceira e a quarta colocações serão definidas pelo melhor índice técnico da fase classificatória.
Os sets do torneio são disputados até 25 pontos com a diferença mínima de dois pontos (com exceção do quinto set, vencido pela equipe que fizer 15 pontos com pelo menos dois de diferença). A partir deste ano não ocorrerão mais as paradas técnicas no 8º e no 16º pontos da equipe que primeiro os alcançou, conforme nova determinação da FIVB.

### Equipes participantes
| Equipe                  | Cidade         | Ginásio                    | Capacidade | Posição na temporada 2018/19 | Montes Claros Maringá Ponta Grossa 4 Ribeirão Preto 7 Itapetininga 6 3 1 2 São Paulo: 1: São Paulo 2: Campinas 3: Taubaté Rio de Janeiro Minas Gerais: 6: Contagem 7: Belo Horizonte Rio de Janeiro BlumenauSuperliga Brasileira de Voleibol Masculino de 2019–20 - Série A (Brasil) |
| ----------------------- | -------------- | -------------------------- | ---------- | ---------------------------- | --- |
| APAN/Blumenau           | Blumenau       | Arena Multiuso             | 3 000      | 2º na Superliga B            | Montes Claros Maringá Ponta Grossa 4 Ribeirão Preto 7 Itapetininga 6 3 1 2 São Paulo: 1: São Paulo 2: Campinas 3: Taubaté Rio de Janeiro Minas Gerais: 6: Contagem 7: Belo Horizonte Rio de Janeiro BlumenauSuperliga Brasileira de Voleibol Masculino de 2019–20 - Série A (Brasil) |
| SESC-RJ                 | Rio de Janeiro | Tijuca Tênis Clube         | 1 000      | 4º na Superliga A            | Montes Claros Maringá Ponta Grossa 4 Ribeirão Preto 7 Itapetininga 6 3 1 2 São Paulo: 1: São Paulo 2: Campinas 3: Taubaté Rio de Janeiro Minas Gerais: 6: Contagem 7: Belo Horizonte Rio de Janeiro BlumenauSuperliga Brasileira de Voleibol Masculino de 2019–20 - Série A (Brasil) |
| Maringá Vôlei           | Maringá        | Ginásio Chico Neto         | 4 538      | 7º na Superliga A            | Montes Claros Maringá Ponta Grossa 4 Ribeirão Preto 7 Itapetininga 6 3 1 2 São Paulo: 1: São Paulo 2: Campinas 3: Taubaté Rio de Janeiro Minas Gerais: 6: Contagem 7: Belo Horizonte Rio de Janeiro BlumenauSuperliga Brasileira de Voleibol Masculino de 2019–20 - Série A (Brasil) |
| Taubaté                 | Taubaté        | Ginásio do Abaeté          | 3 000      | 1º na Superliga A            | Montes Claros Maringá Ponta Grossa 4 Ribeirão Preto 7 Itapetininga 6 3 1 2 São Paulo: 1: São Paulo 2: Campinas 3: Taubaté Rio de Janeiro Minas Gerais: 6: Contagem 7: Belo Horizonte Rio de Janeiro BlumenauSuperliga Brasileira de Voleibol Masculino de 2019–20 - Série A (Brasil) |
| Vôlei Um Itapetininga   | Itapetininga   | Ginásio Ayrton Senna       | 1 000      | 8º na Superliga A            | Montes Claros Maringá Ponta Grossa 4 Ribeirão Preto 7 Itapetininga 6 3 1 2 São Paulo: 1: São Paulo 2: Campinas 3: Taubaté Rio de Janeiro Minas Gerais: 6: Contagem 7: Belo Horizonte Rio de Janeiro BlumenauSuperliga Brasileira de Voleibol Masculino de 2019–20 - Série A (Brasil) |
| Pacaembu Ribeirão Preto | Ribeirão Preto | Ginásio Cava do Bosque     | 1 200      | 10º na Superliga A           | Montes Claros Maringá Ponta Grossa 4 Ribeirão Preto 7 Itapetininga 6 3 1 2 São Paulo: 1: São Paulo 2: Campinas 3: Taubaté Rio de Janeiro Minas Gerais: 6: Contagem 7: Belo Horizonte Rio de Janeiro BlumenauSuperliga Brasileira de Voleibol Masculino de 2019–20 - Série A (Brasil) |
| Fiat Minas              | Belo Horizonte | Arena Juscelino Kubitschek | 3 650      | 5º na Superliga A            | Montes Claros Maringá Ponta Grossa 4 Ribeirão Preto 7 Itapetininga 6 3 1 2 São Paulo: 1: São Paulo 2: Campinas 3: Taubaté Rio de Janeiro Minas Gerais: 6: Contagem 7: Belo Horizonte Rio de Janeiro BlumenauSuperliga Brasileira de Voleibol Masculino de 2019–20 - Série A (Brasil) |
| América Vôlei           | Montes Claros  | Tancredo Neves             | 8 600      | 9º na Superliga A            | Montes Claros Maringá Ponta Grossa 4 Ribeirão Preto 7 Itapetininga 6 3 1 2 São Paulo: 1: São Paulo 2: Campinas 3: Taubaté Rio de Janeiro Minas Gerais: 6: Contagem 7: Belo Horizonte Rio de Janeiro BlumenauSuperliga Brasileira de Voleibol Masculino de 2019–20 - Série A (Brasil) |
| Sada Cruzeiro           | Contagem       | Ginásio do Riacho          | 2 000      | 3º na Superliga A            | Montes Claros Maringá Ponta Grossa 4 Ribeirão Preto 7 Itapetininga 6 3 1 2 São Paulo: 1: São Paulo 2: Campinas 3: Taubaté Rio de Janeiro Minas Gerais: 6: Contagem 7: Belo Horizonte Rio de Janeiro BlumenauSuperliga Brasileira de Voleibol Masculino de 2019–20 - Série A (Brasil) |
| Ponta Grossa Vôlei      | Ponta Grossa   | Arena Multiuso             | 3 000      | 11º na Superliga A [bot]     | Montes Claros Maringá Ponta Grossa 4 Ribeirão Preto 7 Itapetininga 6 3 1 2 São Paulo: 1: São Paulo 2: Campinas 3: Taubaté Rio de Janeiro Minas Gerais: 6: Contagem 7: Belo Horizonte Rio de Janeiro BlumenauSuperliga Brasileira de Voleibol Masculino de 2019–20 - Série A (Brasil) |
| SESI-SP                 | São Paulo      | Ginásio do Sesi            | 800        | 2º na Superliga A            | Montes Claros Maringá Ponta Grossa 4 Ribeirão Preto 7 Itapetininga 6 3 1 2 São Paulo: 1: São Paulo 2: Campinas 3: Taubaté Rio de Janeiro Minas Gerais: 6: Contagem 7: Belo Horizonte Rio de Janeiro BlumenauSuperliga Brasileira de Voleibol Masculino de 2019–20 - Série A (Brasil) |
| Vôlei Renata            | Campinas       | Ginásio do Taquaral        | 2 600      | 6º na Superliga A            | Montes Claros Maringá Ponta Grossa 4 Ribeirão Preto 7 Itapetininga 6 3 1 2 São Paulo: 1: São Paulo 2: Campinas 3: Taubaté Rio de Janeiro Minas Gerais: 6: Contagem 7: Belo Horizonte Rio de Janeiro BlumenauSuperliga Brasileira de Voleibol Masculino de 2019–20 - Série A (Brasil) |

[bot] ^ : O Caramuru Vôlei chegou a ser rebaixado na temporada passada , porém com a desistência do Botafogo, herdou a vaga na Elite.

## Fase classificatória

### Classificação
- Vitória por 3 sets a 0 ou 3 a 1: 3 pontos para o vencedor;
- Vitória por 3 sets a 2: 2 pontos para o vencedor e 1 ponto para o perdedor.
- Não comparecimento, a equipe perde 2 pontos.
- Em caso de igualdade por pontos, os seguintes critérios servem como desempate: número de vitórias, razão de sets e razão de ralis.

|  |                                                    |
|  | Equipes classificadas às quartas-de-final.         |
|  | Equipes eliminadas e mantidas para a Série A 2020. |
|  | Equipes rebaixadas para a Série B 2020.            |

|     |                         |     | Jogos | Jogos | Jogos | Resultados | Resultados | Resultados | Resultados | Resultados | Resultados | Sets | Sets | Sets  | Pontos | Pontos | Pontos |
| Pos | Equipe                  | Pts | T     | V     | D     | 3–0        | 3–1        | 3–2        | 2–3        | 1–3        | 0–3        | V    | P    | R     | V      | P      | R      |
| --- | ----------------------- | --- | ----- | ----- | ----- | ---------- | ---------- | ---------- | ---------- | ---------- | ---------- | ---- | ---- | ----- | ------ | ------ | ------ |
| 1   | Sada Cruzeiro           | 33  | 12    | 11    | 1     | 5          | 5          | 1          | 1          | 0          | 0          | 35   | 10   | 3.500 | 1076   | 912    | 1.180  |
| 2   | Taubaté                 | 29  | 12    | 9     | 3     | 8          | 1          | 0          | 2          | 0          | 1          | 31   | 10   | 3.100 | 990    | 868    | 1.141  |
| 3   | SESI-SP                 | 28  | 12    | 10    | 2     | 6          | 2          | 2          | 0          | 2          | 0          | 32   | 12   | 2.667 | 1035   | 910    | 1.137  |
| 4   | SESC-RJ                 | 27  | 12    | 9     | 3     | 8          | 0          | 1          | 1          | 0          | 2          | 29   | 11   | 2.636 | 932    | 836    | 1.115  |
| 5   | Vôlei Renata            | 22  | 11    | 8     | 3     | 3          | 3          | 2          | 0          | 2          | 1          | 26   | 16   | 1.625 | 969    | 912    | 1.063  |
| 6   | Fiat Minas              | 18  | 12    | 6     | 6     | 2          | 2          | 2          | 2          | 2          | 2          | 24   | 24   | 1,000 | 1094   | 1076   | 1.017  |
| 7   | Maringá Vôlei           | 14  | 11    | 4     | 7     | 1          | 3          | 0          | 2          | 1          | 4          | 17   | 24   | 0.708 | 926    | 951    | 0.974  |
| 8   | Vôlei Um Itapetininga   | 13  | 12    | 4     | 8     | 3          | 0          | 1          | 2          | 1          | 5          | 17   | 26   | 0.654 | 935    | 988    | 0.946  |
| 9   | Pacaembu Ribeirão Preto | 10  | 12    | 4     | 8     | 0          | 1          | 3          | 1          | 3          | 4          | 17   | 31   | 0.548 | 1027   | 1137   | 0.903  |
| 10  | APAN/Blumenau           | 10  | 12    | 4     | 8     | 1          | 1          | 2          | 0          | 2          | 6          | 14   | 29   | 0.483 | 907    | 989    | 0.917  |
| 11  | América Vôlei           | 6   | 12    | 1     | 11    | 1          | 0          | 0          | 3          | 2          | 6          | 11   | 33   | 0.333 | 917    | 1062   | 0.863  |
| 12  | Ponta Grossa Vôlei      | 3   | 12    | 1     | 11    | 0          | 0          | 1          | 1          | 3          | 7          | 8    | 35   | 0.229 | 872    | 1039   | 0.839  |

### Turno
- Local: Os times que estão ao lado esquerdo da tabela jogam em casa.

#### 1ª Rodada
| Data      | Hora  |                         | Placar |               | Set 1 | Set 2 | Set 3 | Set 4 | Set 5 | Total  | Relatório |
| --------- | ----- | ----------------------- | ------ | ------------- | ----- | ----- | ----- | ----- | ----- | ------ | --------- |
| 9 nov 19  | 18:30 | Maringá Vôlei           | 3–1    | Vôlei Renata  | 25–18 | 27–25 | 19–25 | 26-20 |       | 97–68  | 98–84     |
| 9 nov 19  | 19:00 | Vôlei Um Itapetininga   | 3–0    | Fiat Minas    | 25–15 | 36–34 | 25–21 |       |       | 86–70  | 86–70     |
| 9 nov 19  | 19:30 | Pacaembu Ribeirão Preto | 1–3    | Sada Cruzeiro | 30–28 | 21–25 | 16–25 | 14–25 |       | 81–103 | 81–103    |
| 10 nov 19 | 20:00 | América Vôlei           | 0–3    | SESC-RJ       | 14–25 | 19–25 | 24–26 |       |       | 57–76  | 57–76     |
| 13 nov 19 | 20:00 | Taubaté                 | 3–0    | APAN/Blumenau | 25–18 | 26–24 | 25–17 |       |       | 76–59  | 76–59     |
| 28 nov 19 | 19:00 | Ponta Grossa Vôlei      | 1–3    | SESI-SP       | 25–18 | 22–25 | 22–25 | 21-25 |       | 90–68  | 90–93     |

#### 2ª Rodada
| Data      | Hora  |               | Placar |                         | Set 1 | Set 2 | Set 3 | Set 4 | Set 5 | Total  | Relatório |
| --------- | ----- | ------------- | ------ | ----------------------- | ----- | ----- | ----- | ----- | ----- | ------ | --------- |
| 15 nov 19 | 19:00 | Sada Cruzeiro | 3–0    | América Vôlei           | 25–11 | 25–18 | 25–16 |       |       | 75–45  | 75–45     |
| 16 nov 19 | 18:00 | Vôlei Renata  | 3–1    | APAN/Blumenau           | 23–25 | 25–22 | 26–24 | 25-16 |       | 99–71  | 99–87     |
| 16 nov 19 | 21:00 | SESC-RJ       | 3–0    | Vôlei Um Itapetininga   | 25–18 | 25–21 | 25–17 |       |       | 75–56  | 75–55     |
| 16 nov 19 | 21:30 | Taubaté       | 3–0    | Ponta Grossa Vôlei      | 25–11 | 25–16 | 25–20 |       |       | 75–47  | 75–47     |
| 17 nov 19 | 20:00 | SESI-SP       | 3–1    | Pacaembu Ribeirão Preto | 25–18 | 21–25 | 25–16 | 25-19 |       | 96–59  | 86–78     |
| 26 nov 19 | 19:30 | Fiat Minas    | 3–2    | Maringá Vôlei           | 24–26 | 25–23 | 22–25 | 25-22 | 18-16 | 114–74 | 114–112   |

#### 3ª Rodada
| Data      | Hora  |                         | Placar |               | Set 1 | Set 2 | Set 3 | Set 4 | Set 5 | Total  | Relatório |
| --------- | ----- | ----------------------- | ------ | ------------- | ----- | ----- | ----- | ----- | ----- | ------ | --------- |
| 20 nov 19 | 19:00 | Ponta Grossa Vôlei      | 1–3    | APAN/Blumenau | 15–25 | 25–23 | 14–25 | 19-25 |       | 73–73  | 73–98     |
| 20 nov 19 | 19:00 | Maringá Vôlei           | 0–3    | SESC-RJ       | 22-25 | 18–25 | 19–25 |       |       | 59–50  | 59–75     |
| 20 nov 19 | 19:30 | Pacaembu Ribeirão Preto | 0–3    | Taubaté       | 21–25 | 17–25 | 19–25 |       |       | 57–75  | 57–75     |
| 20 nov 19 | 20:00 | Vôlei Um Itapetininga   | 2–3    | Sada Cruzeiro | 25–19 | 20–25 | 19–25 | 25-16 | 13-15 | 102–69 | 102–100   |
| 20 nov 19 | 21:30 | Vôlei Renata            | 1–3    | Fiat Minas    | 29–31 | 25–22 | 20–25 | 21-25 |       | 95–78  | 95–103    |
| 21 nov 19 | 19:00 | SESI-SP                 | 3–0    | América Vôlei | 25–13 | 25–18 | 25–17 |       |       | 75–48  | 75–48     |

#### 4ª Rodada
| Data      | Hora  |                    | Placar |                         | Set 1 | Set 2 | Set 3 | Set 4 | Set 5 | Total  | Relatório |
| --------- | ----- | ------------------ | ------ | ----------------------- | ----- | ----- | ----- | ----- | ----- | ------ | --------- |
| 23 nov 19 | 18:00 | Ponta Grossa Vôlei | 2–3    | Pacaembu Ribeirão Preto | 27–25 | 22–25 | 29–31 | 25-21 | 10-15 | 113–81 | 113–117   |
| 23 nov 19 | 18:30 | Taubaté            | 3–0    | América Vôlei           | 25–21 | 25–23 | 29–27 |       |       | 79–71  | 79–71     |
| 23 nov 19 | 19:00 | Sada Cruzeiro      | 3–1    | Maringá Vôlei           | 25–21 | 25–20 | 26–28 | 25-18 |       | 101–69 | 101–87    |
| 23 nov 19 | 20:00 | APAN/Blumenau      | 3–2    | Fiat Minas              | 25–22 | 25–21 | 21–25 | 21-25 | 15-12 | 107–68 | 107–105   |
| 23 nov 19 | 21:30 | SESC-RJ            | 2–3    | Vôlei Renata            | 24–26 | 20–25 | 25–21 | 25-22 | 9-15  | 103–72 | 103–109   |
| 24 nov 19 | 20:00 | SESI-SP            | 3–0    | Vôlei Um Itapetininga   | 25–11 | 25–17 | 25–16 |       |       | 75–44  | 75–44     |

#### 5ª Rodada
| Data      | Hora  |                         | Placar |                    | Set 1 | Set 2 | Set 3 | Set 4 | Set 5 | Total  | Relatório |
| --------- | ----- | ----------------------- | ------ | ------------------ | ----- | ----- | ----- | ----- | ----- | ------ | --------- |
| 30 nov 19 | 17:00 | Sada Cruzeiro           | 2–3    | Vôlei Renata       | 23–25 | 25–20 | 19–25 | 25-15 | 16-18 | 108–70 | 108–103   |
| 30 nov 19 | 18:00 | Vôlei Um Itapetininga   | 0–3    | Taubaté            | 21–25 | 21–25 | 25–27 |       |       | 67–77  | 67–77     |
| 30 nov 19 | 18:30 | Maringá Vôlei           | 0–3    | SESI-SP            | 19–25 | 17–25 | 18–25 |       |       | 54–75  | 54–75     |
| 30 nov 19 | 19:00 | América Vôlei           | 3–0    | Ponta Grossa Vôlei | 27–25 | 25–19 | 25–19 |       |       | 77–63  | 77–63     |
| 30 nov 19 | 21:30 | Fiat Minas              | 0–3    | SESC-RJ            | 23–25 | 16–25 | 21–25 |       |       | 60–75  | 60–75     |
| 01 dez 19 | 20:00 | Pacaembu Ribeirão Preto | 0–3    | APAN/Blumenau      | 17–25 | 22–25 | 19–25 |       |       | 58–75  | 58–75     |

#### 6ª Rodada
| Data      | Hora  |                         | Placar |                       | Set 1 | Set 2 | Set 3 | Set 4 | Set 5 | Total  | Relatório |
| --------- | ----- | ----------------------- | ------ | --------------------- | ----- | ----- | ----- | ----- | ----- | ------ | --------- |
| 04 dez 19 | 18:00 | SESI-SP                 | 1–3    | Vôlei Renata          | 25–17 | 21–25 | 15–25 | 23-25 |       | 84–67  | 84–92     |
| 04 dez 19 | 19:00 | Ponta Grossa Vôlei      | 3–2    | Vôlei Um Itapetininga | 25–17 | 21–25 | 22–25 | 29-27 | 15-12 | 112–67 | 112–106   |
| 04 dez 19 | 19:30 | SESC-RJ                 | 3–0    | APAN/Blumenau         | 25–22 | 25–16 | 25–22 |       |       | 75–60  | 75–60     |
| 04 dez 19 | 19:30 | Pacaembu Ribeirão Preto | 3–2    | América Vôlei         | 23–25 | 25–17 | 25–23 | 27-29 | 28-26 | 128–65 | 128–120   |
| 04 dez 19 | 21:00 | Taubaté                 | 3–0    | Maringá Vôlei         | 25–23 | 25–22 | 25–21 |       |       | 75–66  | 75–66     |
| 05 jan 20 | 21:00 | Sada Cruzeiro           | 3–1    | Fiat Minas            | 25–22 | 16–25 | 25–20 | 25-20 |       | 91–67  | 91–87     |

#### 7ª Rodada
| Data      | Hora  |                       | Placar |                         | Set 1 | Set 2 | Set 3 | Set 4 | Set 5 | Total  | Relatório |
| --------- | ----- | --------------------- | ------ | ----------------------- | ----- | ----- | ----- | ----- | ----- | ------ | --------- |
| 27 nov 19 | 19:30 | Sada Cruzeiro         | 3–0    | SESC-RJ                 | 25–17 | 25–20 | 25–21 |       |       | 75–58  | 75–58     |
| 07 dez 19 | 16:00 | Fiat Minas            | 2–3    | SESI-SP                 | 23–25 | 25–19 | 22–25 | 25-23 | 12-15 | 107–69 | 107–105   |
| 07 dez 19 | 18:00 | Vôlei Um Itapetininga | 1–3    | Pacaembu Ribeirão Preto | 21–25 | 25–21 | 22–25 | 18-25 |       | 86–71  | 86–96     |
| 07 dez 19 | 18:30 | Maringá Vôlei         | 3–0    | Ponta Grossa Vôlei      | 25–21 | 25–18 | 25–17 |       |       | 75–56  | 75–56     |
| 07 dez 19 | 20:00 | América Vôlei         | 2–3    | APAN/Blumenau           | 26–28 | 21–25 | 26–24 | 25-20 | 6-15  | 104–77 | 104–112   |
| 08 dez 19 | 20:00 | Vôlei Renata          | 0–3    | Taubaté                 | 20–25 | 20–25 | 19–25 |       |       | 59–75  | 59–75     |

#### 8ª Rodada
| Data      | Hora  |                         | Placar |                       | Set 1 | Set 2 | Set 3 | Set 4 | Set 5 | Total  | Relatório |
| --------- | ----- | ----------------------- | ------ | --------------------- | ----- | ----- | ----- | ----- | ----- | ------ | --------- |
| 13 dez 19 | 21:30 | Taubaté                 | 3–1    | Fiat Minas            | 18–25 | 25–20 | 25–19 | 25-21 |       | 93–64  | 93–85     |
| 14 dez 19 | 16:00 | APAN/Blumenau           | 0–3    | Sada Cruzeiro         | 21–25 | 13–25 | 23–25 |       |       | 57–75  | 59–75     |
| 14 dez 19 | 17:00 | Pacaembu Ribeirão Preto | 3–2    | Maringá Vôlei         | 21–25 | 25–20 | 27–25 | 22-25 | 15-12 | 110–70 | 110–107   |
| 14 dez 19 | 18:00 | Ponta Grossa Vôlei      | 0–3    | Vôlei Renata          | 18–25 | 15–25 | 18–25 |       |       | 51–75  | 51–75     |
| 14 dez 19 | 19:00 | América Vôlei           | 2–3    | Vôlei Um Itapetininga | 25–23 | 23–25 | 25–23 | 18-25 | 13-15 | 104–71 | 104–111   |
| 15 dez 19 | 20:00 | SESI-SP                 | 3–0    | SESC-RJ               | 25–20 | 25–18 | 25–16 |       |       | 75–54  | 75–54     |

#### 9ª Rodada
| Data      | Hora  |                       | Placar |                         | Set 1 | Set 2 | Set 3 | Set 4 | Set 5 | Total  | Relatório |
| --------- | ----- | --------------------- | ------ | ----------------------- | ----- | ----- | ----- | ----- | ----- | ------ | --------- |
| 18 dez 19 | 19:00 | Sada Cruzeiro         | 3–1    | SESI-SP                 | 25–20 | 25–20 | 20–25 | 25-20 |       | 95–65  | 95–75     |
| 18 dez 19 | 19:30 | Maringá Vôlei         | 3–1    | América Vôlei           | 25–18 | 26–24 | 22–25 | 25-20 |       | 98–67  | 98–87     |
| 18 dez 19 | 19:30 | Fiat Minas            | 3–1    | Ponta Grossa Vôlei      | 22-25 | 25–20 | 25–21 | 25-17 |       | 97–41  | 97–83     |
| 18 dez 19 | 20:00 | Vôlei Um Itapetininga | 3–0    | APAN/Blumenau           | 25–20 | 25–16 | 25–18 |       |       | 75–54  | 75–54     |
| 18 dez 19 | 20:00 | Vôlei Renata          | 3–0    | Pacaembu Ribeirão Preto | 25–23 | 25–21 | 25–12 |       |       | 75–56  | 75–56     |
| 18 dez 19 | 21:30 | SESC-RJ               | 3–2    | Taubaté                 | 25–18 | 26–28 | 25–19 | 23-25 | 15-13 | 114–65 | 114–103   |

#### 10ª Rodada
| Data      | Hora  |                         | Placar |                    | Set 1 | Set 2 | Set 3 | Set 4 | Set 5 | Total  | Relatório |
| --------- | ----- | ----------------------- | ------ | ------------------ | ----- | ----- | ----- | ----- | ----- | ------ | --------- |
| 21 dez 19 | 17:00 | Pacaembu Ribeirão Preto | 2–3    | Fiat Minas         | 23–25 | 21–25 | 25–21 | 31-29 | 13-15 | 113–71 | 113–115   |
| 21 dez 19 | 18:00 | Vôlei Um Itapetininga   | 3–0    | Maringá Vôlei      | 25–23 | 25–22 | 31–29 |       |       | 81–74  | 81–74     |
| 21 dez 19 | 19:00 | América Vôlei           | 1–3    | Vôlei Renata       | 23–25 | 25–20 | 22–25 | 21-25 |       | 91–70  | 91–95     |
| 21 dez 19 | 20:00 | SESC-RJ                 | 3–0    | Ponta Grossa Vôlei | 25–23 | 26–24 | 25–20 |       |       | 76–67  | 76–67     |
| 21 dez 19 | 21:30 | Taubaté                 | 0–3    | Sada Cruzeiro      | 18–25 | 23–25 | 30–32 |       |       | 71–82  | 71–82     |
| 22 dez 19 | 20:00 | APAN/Blumenau           | 0–3    | SESI-SP            | 26–28 | 21–25 | 22–25 |       |       | 69–78  | 69–78     |

#### 11ª Rodada
| Data      | Hora  |               | Placar |                         | Set 1 | Set 2 | Set 3 | Set 4 | Set 5 | Total  | Relatório |
| --------- | ----- | ------------- | ------ | ----------------------- | ----- | ----- | ----- | ----- | ----- | ------ | --------- |
| 08 jan 20 | 19:30 | Maringá Vôlei | 3–1    | APAN/Blumenau           | 25–22 | 22–25 | 25–18 | 25-20 |       | 97–65  | 97–85     |
| 08 jan 20 | 19:30 | Fiat Minas    | 3–0    | América Vôlei           | 25–16 | 25–16 | 25–18 |       |       | 75–50  | 75–50     |
| 08 jan 20 | 19:30 | SESC-RJ       | 3–0    | Pacaembu Ribeirão Preto | 25–13 | 25–15 | 26–24 |       |       | 76–52  | 76–52     |
| 08 jan 20 | 20:00 | Vôlei Renata  | 3–0    | Vôlei Um Itapetininga   | 25–19 | 25–16 | 25-22 |       |       | 75–35  | 75–57     |
| 08 jan 20 | 20:00 | Sada Cruzeiro | 3-0    | Ponta Grossa Vôlei      | 25–15 | 25–21 | 25–19 |       |       | 75–55  | 75–55     |
| 08 jan 20 | 21:30 | SESI-SP       | 3–2    | Taubaté                 | 18–25 | 22–25 | 30-28 | 25-19 | 22-20 | 117–50 | 117–117   |

### Returno
- Local: Os times que estão ao lado esquerdo da tabela jogam em casa.

#### 1ª Rodada
| Data | Hora |  | Placar |  | Set 1 | Set 2 | Set 3 | Set 4 | Set 5 | Total | Relatório |
| ---- | ---- |  | ------ |  | ----- | ----- | ----- | ----- | ----- | ----- | --------- |
|      |      |  | 0–0    |  | 0–0   | 0–0   | 0–0   |       |       | 0–0   | 0–0       |
|      |      |  | 0–0    |  | 0–0   | 0–0   | 0–0   |       |       | 0–0   | 0–0       |
|      |      |  | 0–0    |  | 0–0   | 0–0   | 0–0   |       |       | 0–0   | 0–0       |
|      |      |  | 0–0    |  | 0–0   | 0–0   | 0–0   |       |       | 0–0   | 0–0       |
|      |      |  | 0–0    |  | 0–0   | 0–0   | 0–0   |       |       | 0–0   | 0–0       |
|      |      |  | 0–0    |  | 0–0   | 0–0   | 0–0   |       |       | 0–0   | 0–0       |

#### 2ª Rodada
| Data | Hora |  | Placar |  | Set 1 | Set 2 | Set 3 | Set 4 | Set 5 | Total | Relatório |
| ---- | ---- |  | ------ |  | ----- | ----- | ----- | ----- | ----- | ----- | --------- |
|      |      |  | 0–0    |  | 0–0   | 0–0   | 0–0   |       |       | 0–0   | 0–0       |
|      |      |  | 0–0    |  | 0–0   | 0–0   | 0–0   |       |       | 0–0   | 0–0       |
|      |      |  | 0–0    |  | 0–0   | 0–0   | 0–0   |       |       | 0–0   | 0–0       |
|      |      |  | 0–0    |  | 0–0   | 0–0   | 0–0   |       |       | 0–0   | 0–0       |
|      |      |  | 0–0    |  | 0–0   | 0–0   | 0–0   |       |       | 0–0   | 0–0       |
|      |      |  | 0–0    |  | 0–0   | 0–0   | 0–0   |       |       | 0–0   | 0–0       |

#### 3ª Rodada
| Data | Hora |  | Placar |  | Set 1 | Set 2 | Set 3 | Set 4 | Set 5 | Total | Relatório |
| ---- | ---- |  | ------ |  | ----- | ----- | ----- | ----- | ----- | ----- | --------- |
|      |      |  | 0–0    |  | 0–0   | 0–0   | 0–0   |       |       | 0–0   | 0–0       |
|      |      |  | 0–0    |  | 0–0   | 0–0   | 0–0   |       |       | 0–0   | 0–0       |
|      |      |  | 0–0    |  | 0–0   | 0–0   | 0–0   |       |       | 0–0   | 0–0       |
|      |      |  | 0–0    |  | 0–0   | 0–0   | 0–0   |       |       | 0–0   | 0–0       |
|      |      |  | 0–0    |  | 0–0   | 0–0   | 0–0   |       |       | 0–0   | 0–0       |
|      |      |  | 0–0    |  | 0–0   | 0–0   | 0–0   |       |       | 0–0   | 0–0       |

#### 4ª Rodada
| Data | Hora |  | Placar |  | Set 1 | Set 2 | Set 3 | Set 4 | Set 5 | Total | Relatório |
| ---- | ---- |  | ------ |  | ----- | ----- | ----- | ----- | ----- | ----- | --------- |
|      |      |  | 0–0    |  | 0–0   | 0–0   | 0–0   |       |       | 0–0   | 0–0       |
|      |      |  | 0–0    |  | 0–0   | 0–0   | 0–0   |       |       | 0–0   | 0–0       |
|      |      |  | 0–0    |  | 0–0   | 0–0   | 0–0   |       |       | 0–0   | 0–0       |
|      |      |  | 0–0    |  | 0–0   | 0–0   | 0–0   |       |       | 0–0   | 0–0       |
|      |      |  | 0–0    |  | 0–0   | 0–0   | 0–0   |       |       | 0–0   | 0–0       |
|      |      |  | 0–0    |  | 0–0   | 0–0   | 0–0   |       |       | 0–0   | 0–0       |

#### 5ª Rodada
| Data | Hora |  | Placar |  | Set 1 | Set 2 | Set 3 | Set 4 | Set 5 | Total | Relatório |
| ---- | ---- |  | ------ |  | ----- | ----- | ----- | ----- | ----- | ----- | --------- |
|      |      |  | 0–0    |  | 0–0   | 0–0   | 0–0   |       |       | 0–0   | 0–0       |
|      |      |  | 0–0    |  | 0–0   | 0–0   | 0–0   |       |       | 0–0   | 0–0       |
|      |      |  | 0–0    |  | 0–0   | 0–0   | 0–0   |       |       | 0–0   | 0–0       |
|      |      |  | 0–0    |  | 0–0   | 0–0   | 0–0   |       |       | 0–0   | 0–0       |
|      |      |  | 0–0    |  | 0–0   | 0–0   | 0–0   |       |       | 0–0   | 0–0       |
|      |      |  | 0–0    |  | 0–0   | 0–0   | 0–0   |       |       | 0–0   | 0–0       |

#### 6ª Rodada
| Data | Hora |  | Placar |  | Set 1 | Set 2 | Set 3 | Set 4 | Set 5 | Total | Relatório |
| ---- | ---- |  | ------ |  | ----- | ----- | ----- | ----- | ----- | ----- | --------- |
|      |      |  | 0–0    |  | 0–0   | 0–0   | 0–0   |       |       | 0–0   | 0–0       |
|      |      |  | 0–0    |  | 0–0   | 0–0   | 0–0   |       |       | 0–0   | 0–0       |
|      |      |  | 0–0    |  | 0–0   | 0–0   | 0–0   |       |       | 0–0   | 0–0       |
|      |      |  | 0–0    |  | 0–0   | 0–0   | 0–0   |       |       | 0–0   | 0–0       |
|      |      |  | 0–0    |  | 0–0   | 0–0   | 0–0   |       |       | 0–0   | 0–0       |
|      |      |  | 0–0    |  | 0–0   | 0–0   | 0–0   |       |       | 0–0   | 0–0       |

#### 7ª Rodada
| Data | Hora |  | Placar |  | Set 1 | Set 2 | Set 3 | Set 4 | Set 5 | Total | Relatório |
| ---- | ---- |  | ------ |  | ----- | ----- | ----- | ----- | ----- | ----- | --------- |
|      |      |  | 0–0    |  | 0–0   | 0–0   | 0–0   |       |       | 0–0   | 0–0       |
|      |      |  | 0–0    |  | 0–0   | 0–0   | 0–0   |       |       | 0–0   | 0–0       |
|      |      |  | 0–0    |  | 0–0   | 0–0   | 0–0   |       |       | 0–0   | 0–0       |
|      |      |  | 0–0    |  | 0–0   | 0–0   | 0–0   |       |       | 0–0   | 0–0       |
|      |      |  | 0–0    |  | 0–0   | 0–0   | 0–0   |       |       | 0–0   | 0–0       |
|      |      |  | 0–0    |  | 0–0   | 0–0   | 0–0   |       |       | 0–0   | 0–0       |

#### 8ª Rodada
| Data | Hora |  | Placar |  | Set 1 | Set 2 | Set 3 | Set 4 | Set 5 | Total | Relatório |
| ---- | ---- |  | ------ |  | ----- | ----- | ----- | ----- | ----- | ----- | --------- |
|      |      |  | 0–0    |  | 0–0   | 0–0   | 0–0   |       |       | 0–0   | 0–0       |
|      |      |  | 0–0    |  | 0–0   | 0–0   | 0–0   |       |       | 0–0   | 0–0       |
|      |      |  | 0–0    |  | 0–0   | 0–0   | 0–0   |       |       | 0–0   | 0–0       |
|      |      |  | 0–0    |  | 0–0   | 0–0   | 0–0   |       |       | 0–0   | 0–0       |
|      |      |  | 0–0    |  | 0–0   | 0–0   | 0–0   |       |       | 0–0   | 0–0       |
|      |      |  | 0–0    |  | 0–0   | 0–0   | 0–0   |       |       | 0–0   | 0–0       |

#### 9ª Rodada
| Data | Hora |  | Placar |  | Set 1 | Set 2 | Set 3 | Set 4 | Set 5 | Total | Relatório |
| ---- | ---- |  | ------ |  | ----- | ----- | ----- | ----- | ----- | ----- | --------- |
|      |      |  | 0–0    |  | 0–0   | 0–0   | 0–0   |       |       | 0–0   | 0–0       |
|      |      |  | 0–0    |  | 0–0   | 0–0   | 0–0   |       |       | 0–0   | 0–0       |
|      |      |  | 0–0    |  | 0–0   | 0–0   | 0–0   |       |       | 0–0   | 0–0       |
|      |      |  | 0–0    |  | 0–0   | 0–0   | 0–0   |       |       | 0–0   | 0–0       |
|      |      |  | 0–0    |  | 0–0   | 0–0   | 0–0   |       |       | 0–0   | 0–0       |
|      |      |  | 0–0    |  | 0–0   | 0–0   | 0–0   |       |       | 0–0   | 0–0       |

#### 10ª Rodada
| Data | Hora |  | Placar |  | Set 1 | Set 2 | Set 3 | Set 4 | Set 5 | Total | Relatório |
| ---- | ---- |  | ------ |  | ----- | ----- | ----- | ----- | ----- | ----- | --------- |
|      |      |  | 0–0    |  | 0–0   | 0–0   | 0–0   |       |       | 0–0   | 0–0       |
|      |      |  | 0–0    |  | 0–0   | 0–0   | 0–0   |       |       | 0–0   | 0–0       |
|      |      |  | 0–0    |  | 0–0   | 0–0   | 0–0   |       |       | 0–0   | 0–0       |
|      |      |  | 0–0    |  | 0–0   | 0–0   | 0–0   |       |       | 0–0   | 0–0       |
|      |      |  | 0–0    |  | 0–0   | 0–0   | 0–0   |       |       | 0–0   | 0–0       |
|      |      |  | 0–0    |  | 0–0   | 0–0   | 0–0   |       |       | 0–0   | 0–0       |

#### 11ª Rodada
| Data | Hora |  | Placar |  | Set 1 | Set 2 | Set 3 | Set 4 | Set 5 | Total | Relatório |
| ---- | ---- |  | ------ |  | ----- | ----- | ----- | ----- | ----- | ----- | --------- |
|      |      |  | 0–0    |  | 0–0   | 0–0   | 0–0   |       |       | 0–0   | 0–0       |
|      |      |  | 0–0    |  | 0–0   | 0–0   | 0–0   |       |       | 0–0   | 0–0       |
|      |      |  | 0–0    |  | 0–0   | 0–0   | 0–0   |       |       | 0–0   | 0–0       |
|      |      |  | 0–0    |  | 0–0   | 0–0   | 0–0   |       |       | 0–0   | 0–0       |
|      |      |  | 0–0    |  | 0–0   | 0–0   | 0–0   |       |       | 0–0   | 0–0       |
|      |      |  | 0–0    |  | 0–0   | 0–0   | 0–0   |       |       | 0–0   | 0–0       |

## Playoffs
|  | Quartas-de-final         | Quartas-de-final         | Quartas-de-final         | Quartas-de-final         | Quartas-de-final         |  |  | Semifinais              | Semifinais              | Semifinais              | Semifinais              | Semifinais              | Semifinais              | Semifinais              |  |  | Final                            | Final                            | Final                            | Final                            | Final                            | Final                            | Final                            |
|  | 22 a 29 de março de 2020 | 22 a 29 de março de 2020 | 22 a 29 de março de 2020 | 22 a 29 de março de 2020 | 22 a 29 de março de 2020 |  |  | 6 a 13 de abril de 2020 | 6 a 13 de abril de 2020 | 6 a 13 de abril de 2020 | 6 a 13 de abril de 2020 | 6 a 13 de abril de 2020 | 6 a 13 de abril de 2020 | 6 a 13 de abril de 2020 |  |  | 23 de abril a 12 de maio de 2020 | 23 de abril a 12 de maio de 2020 | 23 de abril a 12 de maio de 2020 | 23 de abril a 12 de maio de 2020 | 23 de abril a 12 de maio de 2020 | 23 de abril a 12 de maio de 2020 | 23 de abril a 12 de maio de 2020 |
|  |                          |                          |                          |                          |                          |  |  |                         |                         |                         |                         |                         |                         |                         |  |  |                                  |                                  |                                  |                                  |                                  |                                  |                                  |
|  | 1°                       |                          |                          |                          |                          |  |  |                         |                         |                         |                         |                         |                         |                         |  |  |                                  |                                  |                                  |                                  |                                  |                                  |                                  |
|  | 8°                       |                          |                          |                          |                          |  |  |                         |                         |                         |                         |                         |                         |                         |  |  |                                  |                                  |                                  |                                  |                                  |                                  |                                  |
|  |                          |                          |                          |                          |                          |  |  |                         |                         |                         |                         |                         |                         |                         |  |  |                                  |                                  |                                  |                                  |                                  |                                  |                                  |
|  |                          |                          |                          |                          |                          |  |  |                         |                         |                         |                         |                         |                         |                         |  |  |                                  |                                  |                                  |                                  |                                  |                                  |                                  |
|  |                          |                          |                          |                          |                          |  |  |                         |                         |                         |                         |                         |                         |                         |  |  |                                  |                                  |                                  |                                  |                                  |                                  |                                  |
|  | 4°                       |                          |                          |                          |                          |  |  |                         |                         |                         |                         |                         |                         |                         |  |  |                                  |                                  |                                  |                                  |                                  |                                  |                                  |
|  |                          |                          |                          |                          |                          |  |  |                         |                         |                         |                         |                         |                         |                         |  |  |                                  |                                  |                                  |                                  |                                  |                                  |                                  |
|  | 5°                       |                          |                          |                          |                          |  |  |                         |                         |                         |                         |                         |                         |                         |  |  |                                  |                                  |                                  |                                  |                                  |                                  |                                  |
|  |                          |                          |                          |                          |                          |  |  |                         |                         |                         |                         |                         |                         |                         |  |  |                                  |                                  |                                  |                                  |                                  |                                  |                                  |
|  |                          |                          |                          |                          |                          |  |  |                         |                         |                         |                         |                         |                         |                         |  |  |                                  |                                  |                                  |                                  |                                  |                                  |                                  |
|  | 2ª                       |                          |                          |                          |                          |  |  |                         |                         |                         |                         |                         |                         |                         |  |  |                                  |                                  |                                  |                                  |                                  |                                  |                                  |
|  | 7°                       |                          |                          |                          |                          |  |  |                         |                         |                         |                         |                         |                         |                         |  |  |                                  |                                  |                                  |                                  |                                  |                                  |                                  |
|  |                          |                          |                          |                          |                          |  |  |                         |                         |                         |                         |                         |                         |                         |  |  |                                  |                                  |                                  |                                  |                                  |                                  |                                  |
|  |                          |                          |                          |                          |                          |  |  |                         |                         |                         |                         |                         |                         |                         |  |  |                                  |                                  |                                  |                                  |                                  |                                  |                                  |
|  |                          |                          |                          |                          |                          |  |  |                         |                         |                         |                         |                         |                         |                         |  |  |                                  |                                  |                                  |                                  |                                  |                                  |                                  |
|  | 3º                       |                          |                          |                          |                          |  |  |                         |                         |                         |                         |                         |                         |                         |  |  |                                  |                                  |                                  |                                  |                                  |                                  |                                  |
|  |                          |                          |                          |                          |                          |  |  |                         |                         |                         |                         |                         |                         |                         |  |  |                                  |                                  |                                  |                                  |                                  |                                  |                                  |
|  | 6º                       |                          |                          |                          |                          |  |  |                         |                         |                         |                         |                         |                         |                         |  |  |                                  |                                  |                                  |                                  |                                  |                                  |                                  |

## Premiações
| Superliga 2019/2020 |
| ------------------- |
| Campeão (1º título) |